# Lions at the Gate
Lions at the Gate — американський хеві-метал гурт, заснований в 2021 році.

## Історія
Гурт Lions at the Gate був створений у 2021 році вокалістом Крістіаном Мачадо, гітаристами Аруе Ластером і Дієго Вердузко. Усі троє учасників покинули гурт Ill Niño у 2019 році. Пізніше вони залучили басиста гурту Westfield Massacre, Стівена Брюера та барабанщика Ферн Лемус. Їхній перший сингл, Not Even Human, вийшов 4 червня 2021 року.
Від моменту заснування гурт випустив 6 синглів.
Для запису синглу Find My Way, гурт запросив вокалістку Тетяну Шмайлюк з українського гурту Jinjer.
Сингл Find My Way вийшов у квітні 2022 року.
Крістіан Мачадо:
«З піснею «Find My Way» ми намагалися зламати всі шаблони».
«[Ми] розсунули межі, дійшли до крайнощів. Зрештою, ми зрозуміли, наскільки корисно було помістити сильно контрастні музичні елементи в один трек.
Це вбивчо-важкий трек, який також пропонує чудову захоплюючу мелодію. З самого початку він здавався ідеальним для голосу Тетяни. Той факт, що вона потрапила на трек, справді неймовірно. Її голос абсолютно незрівнянний, і це велика честь для гурту».
«Тема, яка звучить у всьому альбомі: воля до подолання, сила бачити красу в світі, який не прощає».
У 2023 році гурт випустив альбом The Excuses We Cannot Make.

## Учасники гурту

### Поточні
- Крістіан Мачадо (Cristian Machado) — вокал (2021–теперішній час)[4]
- Дієго Вердузко (Diego Verduzco) — ритм-гітара (2021–теперішній час)[4]
- Аруе Ластер (Ahrue Luster) — соло-гітара (2021–теперішній час)
- Стівен Брюер (Stephen Brewer) — бас (2021–теперішній час)
- Ферн Лемус (Fern Lemus) — барабани, перкусія (2021–2023)
- Хосе Куадра (Jose Cuadra) — ударні, перкусія (2023–тепер)

### Гостьові виконавці
- Тетяна Шмайлюк (Tatiana Shmayluk) — вокал (вокалістка українського гурту Jinjer, запрошена для запису синглу «Find My Way»)[3]

## Дискографія

### Альбоми
- The Excuses We Cannot Make (2023)[5]

### Сингли
| Назва                                                    | Рік  | Альбом                     |
| -------------------------------------------------------- | ---- | -------------------------- |
| «Not Even Human»                                         | 2021 | The Excuses We Cannot Make |
| «Scapegoat»                                              | 2021 | The Excuses We Cannot Make |
| «Bed of Nails»                                           | 2022 | The Excuses We Cannot Make |
| «Find My Way» (за участі Тетяни Шмайлюк з гурту Jinjer ) | 2022 | The Excuses We Cannot Make |
| «The Ledge»                                              | 2023 | The Excuses We Cannot Make |
| «Drain»                                                  | 2023 | The Excuses We Cannot Make |
| «Can't feel the sun»                                     | 2024 |                            |

### Музичні кліпи
| Назва                                                    | Рік  | Продюсер(и)                           |
| -------------------------------------------------------- | ---- | ------------------------------------- |
| «Not Even Human»                                         | 2021 | Vicente Cordero / Industrialism Films |
| «Scapegoat»                                              | 2021 | Vicente Cordero / Industrialism Films |
| «Bed of Nails»                                           | 2022 | Vicente Cordero / Industrialism Films |
| «Find My Way" (за участі Тетяни Шмайлюк з гурту Jinjer ) | 2022 | Vicente Cordero / Industrialism Films |
| «The Ledge»                                              | 2023 | Vicente Cordero / Industrialism Films |
| «Drain»                                                  | 2023 | Vicente Cordero / Industrialism Films |
| «Can't feel the sun»                                     | 2024 |                                       |